# Ligusticum wawrae
Ligusticum wawrae är en flockblommig växtart som beskrevs av H.Wolff. Ligusticum wawrae ingår i släktet strandlokor, och familjen flockblommiga växter. Inga underarter finns listade i Catalogue of Life.